# Cronaca nera (film 1988)
Cronaca nera (Grievous Bodily Harm) è un film del 1988 diretto da Mark Joffe.